# Maydelliathelphusa masoniana
Maydelliathelphusa masoniana is een krabbensoort uit de familie van de Gecarcinucidae. De wetenschappelijke naam van de soort is voor het eerst geldig gepubliceerd in 1893 door Henderson.